# عشق چنای
عشق چنای (به تامیلی: Chennai Kadhal) و (به انگلیسی: Chennai Love) فیلمی هندی محصول سال ۲۰۰۶ و به کارگردانی ویکرامان است. در این فیلم بازیگرانی همچون بهاراث و جنلیا دی‌سوزا ایفای نقش کرده‌اند.